# 今泉毅
今泉 毅（いまいずみ つよし、1961年8月21日 - ）は、福島放送の元アナウンサー。

## 来歴
福島県田村郡船引町（後の田村市）出身。
1986年4月1日付で福島放送に入社し、同局のアナウンサーになる。
2021年3月時点では報道制作部に在籍している。

## 担当番組
- 小玉みい子の朝はいきいき!
- KFBニュースレーダー
- KFBニュースシャトル
- KFB 600ステーション
- KFBステーションEYE
- ふくしまニュース1番街
- ふくしまスーパーJチャンネル - リポーター[1]
- 福島ターフ倶楽部G[1] → ザ・福島ターフ倶楽部G[4]
- 高校野球中継 - 実況担当[1]